# فيردينروثورن
فيردينروثورن (بالإنجليزية: Ferdenrothorn)‏ هو أحد جبال سلسلة جبال الألب البرنية وجزء من القمة الأم بالمورن يقع في كانتون فاليز، سويسرا. يبلغ ارتفاع الجبل حوالي 3180 متر، بينما يبلغ ارتفاع نتوء الجبل 268 متر.